# Grad književnosti
UNESCO-ov program Grada književnosti program je pokrenut 2004. godine kao dio mreže Kreativnih gradova UNESCO-a.

## Kriteriji
Kako bi dobili status Grada književnosti, gradovi moraju ispuniti niz kriterija koje je postavio UNESCO:
- kvaliteta, mnoštvo i raznovrsnost izdavaštva u gradu
- kvaliteta i mnoštvo obrazovnih programa s fokusom na domaću ili stranu književnost na primarnoj, sekundarnoj i tercijarnoj razini
- književnost, drama i/ili poezija igraju važnu ulogu u gradu
- održavanje književnih događanja i festivala koji promoviraju domaću i stranu književnost
- postojanje knjižnica, knjižara i javnih ili privatnih kulturnih centara koji čuvaju, promiču i šire domaću i stranu književnost
- uključivanje izdavačkog sektora u prevođenje književnih djela s različitih nacionalnih jezika i stranih književnosti
- aktivno uključivanje tradicionalnih i novih medija u promicanje književnosti i jačanje tržišta književnih proizvoda

Gradovi predlažu ponude UNESCO-u za proglašenje Grada književnosti. Odredbe svake četiri godine popraćuje i revidira UNESCO.

## O gradovima
Godine 2004. Edinburgh je postao prvi Grad književnosti. Domaćin je godišnjeg Međunarodnog festivala knjige i ima svog pjesnika laureata – makara – položaj na kojemu se izmjenjuju prominentni pjesnici.
Ljubljana vodi svoju Knjižnicu pod krošnjama na raznim lokacijama diljem grada, uključujući Gradski park Tivoli i Park Zvezda. Ove stranice nude izbor žanrova knjiga te nekoliko domaćih i stranih novina i časopisa.
Manchester je dom Centralne knjižnice i »povijesnih dragulja«, knjižnica The Portico, John Rylands i Chetham's.
U Melbourneu se nalazi najstarija javna knjižnica Australije, Victoria State Library, kao i Wheeler Centre i Festival pisaca.
Praški »veliki intelektualni i kreativni resursi« uključuju područja dizajna knjiga, ilustracija, tipografije i grafičkog dizajna. Ondje se također nalazi Nacionalna knjižnica Češke Republike te više od 200 knjižnica. Grad ima jednu od najviših koncentracija knjižara u Europi te Festival pisaca.
Knjižnice u drugim književnim gradovima uključuju: Nacionalnu knjižnicu Braidense u Milanu, Sveučilišnu knjižnicu Heidelberg i Nacionalnu knjižnicu Irske u Dublinu.
Dunedin je »Edinburgh juga« i dom najstarijeg sveučilišta na Novom Zelandu.

## Popis Gradova književnosti
Jedanaest država ima više Gradova književnosti, od njih deset ima po dva grada, dok Ujedinjeno Kraljevstvo ima pet.
| Grad        | Zemlja                 | Godina upisa |
| ----------- | ---------------------- | ------------ |
| Angoulême   | Francuska              | 2019         |
| Bagdad      | Irak                   | 2015         |
| Barcelona   | Španjolska             | 2015         |
| Beirut      | Libanon                | 2019         |
| Bucheon     | Južna Koreja           | 2017         |
| Dublin      | Irska                  | 2010         |
| Dunedin     | Novi Zeland            | 2014         |
| Durban      | JAR                    | 2017         |
| Edinburgh   | Ujedinjeno Kraljevstvo | 2004         |
| Exeter      | Ujedinjeno Kraljevstvo | 2019         |
| Göteborg    | Švedska                | 2021         |
| Granada     | Španjolska             | 2014         |
| Heidelberg  | Njemačka               | 2014         |
| Iowa City   | SAD                    | 2008         |
| Jakarta     | Indonezija             | 2021         |
| Krakov      | Poljska                | 2013         |
| Kuhmo       | Finska                 | 2019         |
| Lahore      | Pakistan               | 2019         |
| Leeuwarden  | Nizozemska             | 2019         |
| Lillehammer | Norveška               | 2017         |
| Ljubljana   | Slovenija              | 2015         |
| Lavov       | Ukrajina               | 2015         |
| Manchester  | Ujedinjeno Kraljevstvo | 2017         |
| Melbourne   | Australija             | 2008         |
| Milano      | Italija                | 2017         |
| Montevideo  | Urugvaj                | 2015         |
| Nanjing     | NR Kina                | 2019         |
| Norwich     | Ujedinjeno Kraljevstvo | 2012         |
| Nottingham  | Ujedinjeno Kraljevstvo | 2015         |
| Óbidos      | Portugal               | 2015         |
| Odesa       | Ukrajina               | 2019         |
| Prag        | Češka                  | 2014         |
| Québec      | Kanada                 | 2017         |
| Reykjavik   | Island                 | 2011         |
| Seattle     | SAD                    | 2017         |
| Slemani     | Irak                   | 2019         |
| Tartu       | Estonija               | 2015         |
| Uljanovsk   | Rusija                 | 2015         |
| Utrecht     | Nizozemska             | 2017         |
| Vilnius     | Litva                  | 2021         |
| Wonju       | Južna Koreja           | 2019         |
| Wrocław     | Poljska                | 2019         |

## Vanjske poveznice
- Creative Cities Map, UNESCO.
- Edinburgh City of Literature
- Melbourne City of Literature
- Iowa City City of Literature
- Dublin City of Literature
- Reykjavík City of Literature
- Writers' Centre Norwich  Arhivirana inačica izvorne stranice od 29. travnja 2018. (Wayback Machine)
- Kraków City of Literature
- Heidelberg City of Literature
- Dunedin City of Literature
- Granada City of Literature
- Prague City of Literature
- Barcelona City of Literature
- [neaktivna poveznica]
- Ljubljana City of Literature
- Lviv City of Literature
- Nottingham City of Literature
- Óbidos Vila Literária
- Seattle City of Literature
- Tartu City of Literature
- Ulyanovsk City of Literature  Arhivirana inačica izvorne stranice od 20. lipnja 2019. (Wayback Machine)
- Utrecht City of Literature
- Bucheon City of Literature  Arhivirana inačica izvorne stranice od 11. prosinca 2023. (Wayback Machine)
- Exeter City of Literature